# Bakur (Oost-Java)
Bakur is een bestuurslaag in het regentschap Madiun van de provincie Oost-Java, Indonesië. Bakur telt 2397 inwoners (volkstelling 2010).